# Aiuruoca
Aiuruoca is een gemeente in de Braziliaanse deelstaat Minas Gerais. De gemeente telt 6.032 inwoners (schatting 2018).

## Aangrenzende gemeenten
De gemeente grenst aan Alagoa, Baependi, Bocaina de Minas, Carvalhos, Cruzília, Seritinga en Serranos.